# Juan de Aréchaga y Casas
Juan de Aréchaga y Casas fue un jurisconsulto cubano nacido en La Habana en la primera mitad del siglo XVII.
Pasó en 1650 a España para estudiar leyes en la Universidad de Salamanca; obtuvo por oposición la cátedra de Instituta más antigua (1670) de dicha universidad. hacia el 1671 fue enviado a México, donde ocupó altos cargos, entre ellos el de gobernador y capitán general de la provincia de Yucatán. Fundó el monasterio de religiosas dominicas de santa Catalina en La Habana.

## Obras
Publicó algunas obras con que enriqueció la biblioteca de la universidad salmantina, entre ellas:
- Comentaria juris civilis (1662)
- Extemporaneae commentationes ad Textus sorte oblatos pro petitionibus Cathedrarum Academiae Salmanticensis. Salmanticae, apud Josephum Gómez de los Cubos (1666), en 4º, 107 p. (Disertaciones improvisadas sobre temas sacados a la suerte con motivo de Cátedras en la Universidad Salmantina).